# Galaxy Express 999 (film, 1979)
Pour les articles homonymes, voir Galaxy Express 999.
Série
Adieu Galaxy Express 999

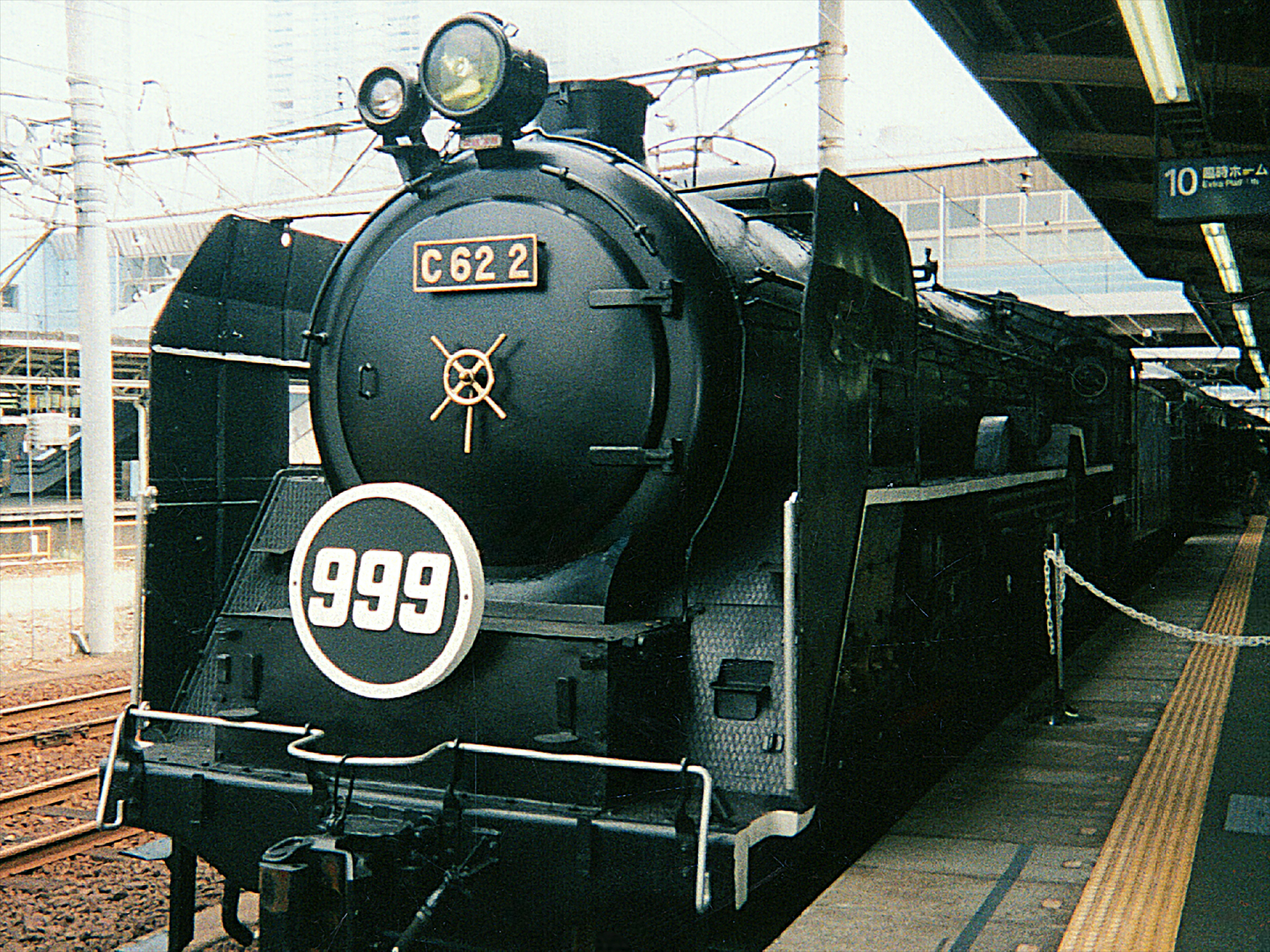
Japanese National Railways Locomotive à vapeur C-62

(1981)
Pour plus de détails, voir Fiche technique et Distribution.
Galaxy Express 999 (銀河鉄道999, Ginga Tetsudō Three Nine) est un film d'animation japonais réalisé par Rintaro, sorti en 1979. 

## Synopsis
Après l'assassinat de sa mère par le comte Mécanique, Tetsurō est invité par Maetel à quitter la Terre pour rejoindre la planète La Métal à bord du Galaxy Express 999.

## Fiche technique
- Titre : Galaxy Express 999
- Titre original : Ginga Tetsudō Three Nine (銀河鉄道999?)
- Réalisation : Rintaro
- Scénario : Kon Ichikawa et Shirō Ishinomori d'après Galaxy Express 999 de Leiji Matsumoto
- Directeur de l'animation : Kazuo Komatsubara
- Mecha design : Katsumi Itabashi
- Directeur de production : Chiaki Imada
- Superviseur : Kon Ichikawa
- Musiques : Nozomu Aoki
- Société de production : Tōei Animation
- Pays d'origine : Japon
- Langue : anglais
- Format : Couleurs
- Genre : Animation et science-fiction
- Durée : 128 minutes
- Dates de sortie : 4 août 1979 (Japon)

## Musiques

### Génériques d'ouverture
- The Galaxy Express 999 (銀河鉄道999, Ginga Tetsudō Surī Nain?)
  - Parolier : Yoko Narahashi, Keisuke Yamakawa / Compositeur : Yukihide Takekawa / Arrangeur : Mickey Yoshino / Chanteur : Godiego

### Chansons
- Taking off
  - Parolier : Yoko Narahashi, Keisuke Yamakawa / Compositeur : Yukihide Takekawa / Arrangeur : Mickey Yoshino / Chanteur : Godiego
- Yasashi ku shinai de (やさしくしないで?)
  - Parolier : Yoko Nakahara / Compositeur : Yasushi Nakamura / Arrangeur : Nozomi Aoki / Chanteur : Kumiko Kaori

## Distribution
- Masako Nozawa : Tetsurô Hoshino
- Masako Ikeda : Maetel
- Yōko Asagami : Claire
- Miyoko Asō : la mère de Tochirō
- Toshiko Fujita : Shadow
- Takashi Tanaka : Le Capitaine des gardes
- Yasuo Hisamatsu : Antares
- Makio Inoue : Captain Harlock
- Tatsuya Jō : Le narrateur
- Ryōko Kinomiya : La reine Promethium
- Kaneta Kimotsuki : Le Conducteur
- Gorō Naya : Docteur Ban
- Noriko Ohara : Ryûzu
- Noriko Ohara : Mîmé
- Ryūji Saikachi : le bartender
- Hidekatsu Shibata : le Comte Mécanique (Kikai Hakushaku)
- Reiko Tajima : Emeraldas
- Kei Tomiyama : Tochirô Ôyama
- Kôji Totani
- Akiko Tsuboi : la mère de Tetsurô

### Voix françaises
- Philippe David : Tetsuro
- Stéphanie Lafforgue : Maetel
- Cyrille Artaux : contrôleur du train
- Frédéric Cerdal : comte Mécanique / Antarès
- Christine Paris : Prométhium / Luz
- Cathy Cerda : mère de Tetsuro / mère d'Alfred / Shadow
- Gérard Rouzier : Albator
- Antoine Tomé : Alfred
- Dominique Lelong : Emeraldas
- Philippe Rouiller : Narrateur / Docteur Ban

Source : Fiche sur Planète Jeunesse

## Diffusion
En France, la série est d'abord apparue au tout début des années 1980 sous la forme d'un film monté à partir des épisodes 1, 3 et 4 et distribué directement en vidéo par Jacques Canestrier (sous le titre Galaxy Express 999: Le Train de l'Espace). Tetsurô y est rebaptisé Télado et Maetel Manéta. Plus tard, en 1988, les 38 premiers épisodes de la série furent doublés et diffusés sur TF1 par AB Productions. Dans cette deuxième version française, Tetsurô était rebaptisé Teddy et Maetel Marina.

## DVD
Declic Image édite le DVD en édition collector en 2005.

## Autour du film
Ce film est sorti en salles environ un an après le début de la diffusion de la série à la télévision. Il reprend la même trame, c'est-à-dire la rencontre de Tetsurō avec Maetel et leur départ en 999, la rencontre avec la mère de Tochirō, puis d'Antarès et d'Emeraldas, et enfin la mort du comte Mécanique.